# معصران
معصران : قرية في منطقة معرة النعمان في محافظة إدلب في سوريا. تقع على بعد حوالي 13 كم إلى الشمال الشرقي من مدينة معرة النعمان يحدها من الجنوب قرية الغدفة الأثرية ومن الغرب الصوامع ومن الشمال الهرتمية ومن الشرق تل دبس .
تسميتها جاءت من معصى الملك ران، ويوجد في القرية ما يدلل على هذا الكلام فهناك الكثير من الدهاليز المحفورة تحت الأرض ويبدو أنها كانت مخصصة لهذا الملك فيستعملها وقت الأزمات. أما المعنى الآخر للتسمية فيقال أنها سميت بذلك لكثرة معاصر الزيت والنبيذ عندما كان مناخ المنطقة ملائماً "فقد عثر على قطع هذه المعاصر في أماكن مختلفة من القرية، وهذه القرية بنيت على أنقاض قرية رومانية بيزنطية وماء آبار الماء الرومانية المكتشفة في القرية إلا دليلاً كبيراً على ذلك ولكن البناء الحالي للقرية يعود إلى عام 1750م تقريباً وما زالت البيوت القديمة قائمة إلى اليوم بحجارتها السوداء البركانية إضافة إلى بعض القباب الطينية التي كانت تستخدم للسكن وتربية الحيوانات وتبلغ مساحة معصران 3500 هكتار، وعدد سكانها (9270) نسمة حسب إحصائية 13/12/2007م.
وتشتهر بزراعة الحبوب البعلية كالقمح والشعير والكمون وغيرها وقد اتجهت القرية مؤخراً لزراعة أشجار الزيتون بكثافة ملحوظة، ويعمل أغلب سكانها بالزراعة، والمرافق الخدمية المتوفرة في القرية فيها شبكة صرف صحي وشبكة مياه تغطي القرية والمزراع التابعة لها ويستجر المياه إليها من محطة الدانا، وأيضا في القرية مركز هاتف، وخمسة مدارس ابتدائية وإعدادية بالإضافة لمدرسة ثانوية للذكور وقد تم إنشاء إنشاء ثانوية للإناث أيضا،
أما أهم الطرق التي تصل القرية بالقرى والبلدات المجاورة فهي كثيرة ومتشعبة (طريق عام يصل القرية بطريق حلب دمشق)، و(طريق إلى قرية الغدفة)، (طريق يصل القرية بقرية أبو دفنة)، (طريق يصل إلى أبو ضهور)، (طريق إلى تل دبس والكنايس والهرتمية، ثم قرية الشيخ ادريس، فخان السبل)، وعدد آخر من الطرق الفرعية الزراعية أي أن القرية موصولة بجميع القرى والبلدات المجاورة.
تتميز معصران بسكانها الطيبين فهم يتميزون بحبهم للضيف واستقبالهم الحافل للغرباء فقد عمل في القرية عدد من الأطباء قدموا من محافظة درعا ومعظمهم أحب معصران لدرجة أن البعض ما زال يقوم بزيارتها على الرغم من انقضاء زمن على عمله فيها. Muhammad Ajin